# ヒムネキキョウインコ

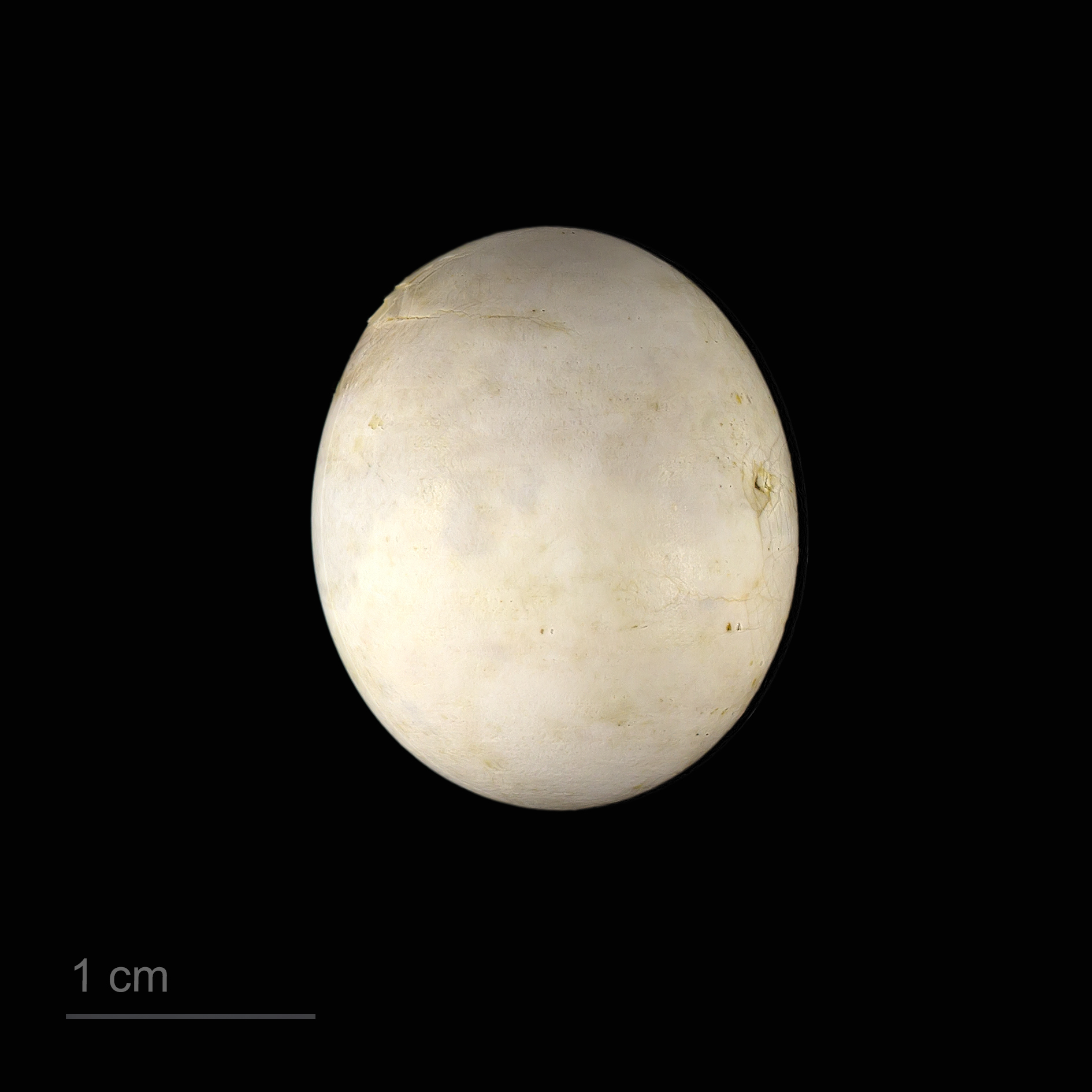
Neophema splendida

ヒムネキキョウインコ（Neophema splendida）は、オウム目インコ科に分類される鳥類。

## 分布
オーストラリア南部固有種

## 形態
全長19-22cm。上面や体側面は緑色、腹部は黄色い羽毛で覆われる。
虹彩は暗褐色。嘴の色彩は黒い。後肢の色彩は灰褐色。
オスは頭部が緑青色、喉が暗青色、胸部が赤い羽毛で覆われる。メスは頭部が淡青色、胸部が緑色の羽毛で覆われる。

## 生態
藪地、開けた森林（ユーカリ属やカズアリナからなる）などに生息する。大規模な群れを形成する。
食性は植物食で、主にスピニフェクスの種子を食べる。主に地表で採食を行う。水分は主に果実から摂取すると考えられ、または水場から直接吸い上げて飲む。
繁殖形態は卵生。数ヘクタールに数ペアからなる集団繁殖地を形成する。8-翌1月に主に枯れたユーカリの樹洞に巣を作り、1回に3-6個の卵を産む。抱卵期間は約18日。雛は孵化してから約30日で巣立つ。

## 人間との関係
生息地の大半が人の踏み入れない場所で、営巣場所から数年でいなくなることから放浪しながら生活すると考えられており調査は難航している。